# 吞噬太陽的女子
《吞噬太陽的女子》（：／）為韓國MBC自2025年6月9日起播映的日日電視劇，由金鎮炯導演、薛卿恩編劇、張伸瑛主演。劇集講述在被害者武裝成加害者的世上，一個單親媽媽，以女兒之名，和財閥家對峙，展開一場淒切的復仇的故事。

## 製作
2025年3月7日，媒體報導因丈夫姜景晙的不倫事件而暫停演藝活動近3年的張伸瑛，將透過MBC新日日劇《吞噬太陽的女子》回歸小螢幕，扮演一名為女兒復仇而對抗財閥家的單親媽媽。3月10日，Actor Directors（엑터디렉터스）證實旗下藝人徐河俊將主演本劇，扮演和冤家的女人陷入愛情的男子。
3月12日，正式宣佈本劇由張伸瑛主演，並由金鎮炯執導、薛卿恩執筆、張在勳（장재훈）企劃、MBC C&I製作，劇集講述在被害者武裝成加害者的世上，一個女人以唯一的女兒之名，和財閥家對峙，展開淒絕的復仇故事。劇名顧名思義，有著一個為了女兒願意做任何事的女人，甘願吞噬太陽、毀滅自己的含義。
3月17日，HB娛樂證實旗下藝人吳昶錫加入主演陣容，扮演一名冷酷的惡人，這是他繼《魔女的遊戲》後，再度於MBC日日劇扮演惡角，而他和徐河俊是繼《歐若拉公主》後，再度共演MBC日日劇，更是繼《無血無淚》後，第3度共演日日劇，同時也是他和張伸瑛是繼《我的心一閃一閃》後，再度合作。
4月8日，正式宣布本劇由張伸瑛、徐河俊、尹兒貞、吳昶錫主演。這將是徐河俊、尹兒貞、金鎮炯繼《秘密之家》後，再度於MBC日日劇中合作，也是徐河俊繼《天空的因緣》後，第3度與金鎮炯合作。同時，尹兒貞是繼《全都給你》之後，再度演出薛慶恩的作品。
4月14日，iHQ證實宇宙少女出身的旗下藝人李露多確定出演，扮演女主角的女兒。5月8日，公布讀本會議影像，其他參與演員包括全盧民、朴哲民、金蘭姬、全榮美、安悧序（안이서）、孫世彬、朴瑞妍等。5月9日，釋出首支預告。5月20日，釋出首兩張海報，並敲定於6月9日開播。6月5日，於首爾麻浦區上岩MBC社屋的金口廳（골든마우스홀）舉行製作發表會，由張伸瑛、徐河俊、尹兒貞、吳昶錫、李露多、金鎮炯悉數出席。

### 播出
本劇原預計於2025年5月首播，而後推遲至6月。《親切的善珠》於6月2日下檔後，本劇自9日起接檔，於每週平日晚間7點5分首播。
海外方面，本劇接檔於7月27日完結的《親切的善珠》，自8月2日起，於每週六、日晚間7點在ONE TV ASIA播映至晚間8點30分（UTC+8；2集連播）。

## 演員與角色
- 張伸瑛飾演白雪姬／鄭露西亞[1][4][5][27]

開朗又積極，可以毫無隔閡地，和任何人成為朋友，是個充滿隨和魅力、心地溫暖的人。當她被深愛的男人拋棄，面臨失去腹中胎兒的危機，她用盡生命守護孩子，並選擇成為單親媽媽。儘管踏上了一條艱困的人生道路，但她堅韌又勇敢地扮演好母親的角色，並經營著以女兒為名的小吃店。直到寶貝女兒和卑劣的財閥皇室家族糾纏在一起時，悲劇開始，她因此捲入命運的漩渦，幸福的日常瞬間被摧毀。加害者用錢顛倒是非、操縱輿論。為了冤枉的女兒，她決心對抗財閥家，準備展開一場不同次元的淒絕復仇。
- 徐河俊飾演文兌耿／卓輝星／基喆[6][13][28]

閔江流通新事業總管本部長。因一場神秘事故而失去雙親，被領養至美國後，時隔25年才重返韓國。他從一個沒有力量的少年，變成懂得隱藏力量的成人，誓言對閔江流通展開報復，一一討回被奪走的一切，並導正錯誤。然而，在遇見白雪姬後，他的計劃產生變故，並和這個冤家的女人陷入愛戀。
- 尹兒貞飾演閔景彩[13][29][註 1]

閔江流通的千金兼社長，是超越長孫的繼承人。有著連女演員都自嘆不如的華麗外貌，以及經韓國最高水準教育、體系打造而成的性感頭腦。由資本塑造的魅力，使她散發比香水還濃的自信，是個兼具天賦、靈敏事業家腦袋的智略家。經歷慘痛的初戀後，遵循父親的指示，走上經營人之路，成為業界難得的鐵娘子間繼承人。然而，她卻和白雪姬陷入命運般的惡緣之中，開始處處對立。
- 吳昶錫飾演金渲宰[8][13][30]

閔江流通法務組長，名大法學院畢業，檢察官出身。天生擁有好頭腦又執拗，但出身貧困。為了成功，可以毫不猶豫地採取任何行動，是個懷著扭曲慾望的人。當他得知在大學時期支持他準備考試的戀人雪姬懷孕後，無情地拋棄了她，並選擇了成功。如今，為了坐上財閥皇家女婿之位，而努力擄獲景彩的芳心，但會長的屬意女婿卻是兌耿。
- 全盧民飾演閔斗植

閔江流通會長。雖然是個擁有豪放的氣質、風流倜儻又有義理的好人，但是視「勝利」為第一優先。因好惡分明，身邊的敵人、奸臣，比朋友、忠臣還多。他如火般的性格，反映在他的經營風格，並憑著初心和毅力，把原本只是中小企業的閔江流通，發展成韓國首屈一指的流通公司，也提升公司在韓國財經界的排行，寫下韓國流通業的新歷史。
- 姜石定飾演閔志燮

斗植的兒子。雖然是閔家的唯一的兒子，但早被排除在接班人選之外。當兌耿被挖角到公司，他被迫從本部長之位退下。他和親妹妹景彩、同父異母的小妹琇正關係不佳，雖然試著動腦反制，但始終輸給兩個妹妹，只能眼睜睜地看著妹妹們乘勝長驅，已然成為他的日常。
- 安悧序（안이서）飾演閔琇正[31]

景彩、志燮同父異母的妹妹，閔江流通的專務。她的親生母親是江南知名的美髮沙龍王牌，問題不是出在選而是出身，使她在成長階段飽受景彩的折磨。如果摘掉「二女兒」的標籤，無論到何處都不會褪色，是個才色兼具的才媛。對站在不同起跑線的景彩，懷著複雜的情緒，並一心想贏過姊姊，而不斷挑釁、競爭。
- 孫世彬飾演吳慈卿[32]

韓國地下經濟大統領兼高利貸業者吳判術的千金，是個懂得察言觀色、關心自身利益的人。與閔江流通唯一的兒子志燮政治聯姻，並作為丈夫成為繼承人的後盾。結果，志燮卻是繼承順位最後一名，她被迫夾在景彩、琇正之間，含淚支持沒有野心的丈夫。
- 朴哲民飾演吳判術

渲宰的姨丈。連自己的名字都寫不出來的文盲，但對「錢」有著驚人的嗅覺。他是天生的高利貸業者，能夠找到需要錢的人，並以高利放款，使債務者無法解套。透過借出鉅額的私債資金，而贏得閔江流通的歡心，兩家也為了取得雙贏，而政治聯姻。當韓國最大的閔江流通成為他的親家，內心洋洋得意。
- 金蘭姬飾演梁末淑

和判術是無知、淺薄的自強兩天（自尊心強的兩個天才）幻想夫妻。窮到怕而在嚐到錢的滋味後，甘願為了被稱呼為「女士」而鋌而走險。雖然常和丈夫吵架，但最合得來的人也是丈夫。對獨生女嫁入豪門毫無怨恨，但當女婿被兩個妹妹壓著打時，和判術感到憤怒。
- 李坎熙飾演張蓮淑（史黛拉·張）

閔江流通社外理事。年輕時便旅居美國，在當地扎根的第一代移民。經歷數次的婚姻，從前夫們那獲得財產，隱密地累積龐大的財力。她是美國社交界的教母、人脈廣闊，政、商界幾乎沒有人不與她牽上關係。不過，她的兒子因閔江流通涉案的事故而早逝，成了她心中的一大傷口。
- 朴瑞妍飾演閔世理

斗植的小女兒。由於家人都忙於事業，沒有餘力和空閒照料她，因此從未感受到家庭的溫暖，並由保姆一手帶大。由於缺乏母愛，以及對生母的想念與好奇，使她不知從幾何時，開始偏離正軌。然而，家中唯一站在她這邊，且即使在嚴厲的斗植面前，也會挺身保護她的，只有景彩。
- 崔秀絹（최수견）飾演朱蓮雅

與雪姬如親姊妹般。從小在保育院長大，在結束保護安置後，為自立而離開機構、四處流浪時，是雪姬接住她。當她發現雪姬無處可去時，換她收留雪姬，並待雪姬如親姐姐般，他倆的情誼比血緣還要真實。
- 崔䪸秀（최민수）飾演毛太宙

美國哈莱姆出身的流浪兒童，為蓮淑所收養。在韓國被美國家庭收養後，卻在美國當地被棄養，而露宿街頭，所幸有蓮淑的搭救，使他倖免於黑人的凌遲。蓮淑一手將他拉拔長大，他是蓮淑為一生的恩人，並成為她最堅強的心腹。
- 全榮美飾演孔室長

閔家至今仍單身的忠僕。年輕時，擔任斗植的隨行秘書，現在則是常駐管家。她總是儀態端正、衣著整齊、妝容得宜，是個話少、不表露感情的人，因此沒人知道她究竟在想些什麼。

### 特別出演
- 李漢偉飾演趙必斗

過去造成輝星（基喆）父母死亡車禍的駕駛，刑滿出獄後，杳無音訊，但他是能證明閔斗植涉入輝星父母死亡案的唯一證人。
- 李露多飾演白微笑[17]

雪姬的女兒，她在世上最愛、最尊敬的人，就是母親。她以「單親媽媽的女兒」的身份長大而早熟懂事，也比任何人更理解母親。她是學業表現優異的模範生，在國三第二學期，便錄取國際高中。她深愛如朋友般的母親，並盡力為她帶來快樂。

## 分集
| 集數 | 標題                                                                                        | 首播日期      | 南韓收視人數 （百萬） |
| ---- | ------------------------------------------------------------------------------------------- | ------------- | --------------------- |
| 1    | 我愛你，你愛我，只有你～♥ 알럽유 유럽미 온리유~♥                                            | 2025年6月9日  | 0.640                 |
| 2    | 你要找誰？ 누굴 찾는데요?                                                                   | 2025年6月10日 | 0.543                 |
| 3    | 我媽媽說過不要跟你一般見識！！ 우리 엄마가 너 같은 앤 봐주지 말래!!                         | 2025年6月11日 | 0.586                 |
| 4    | 微笑呀快醒醒，快點醒醒！！！ 미소야 정신 차려. 정신 차려봐!!!                               | 2025年6月12日 | 0.649                 |
| 5    | 等著瞧，我一定會找到真相！！ 두고봐요, 내가 꼭 밝혀낼 거니까!!                              | 2025年6月13日 | 0.643                 |
| 6    | 是閔江流通對吧？ 민강 유통이죠?                                                             | 2025年6月16日 | 0.773                 |
| 7    | 現在媽媽會找到他並懲罰他。 이제 엄마가 걔 찾아서 벌 줄게.                                   | 2025年6月17日 | 0.704                 |
| 8    | 要利用媒體嗎？ 미디어를 이용하시겠다?                                                       | 2025年6月18日 | 0.558                 |
| 9    | 那些人編造的都是事實。 저 사람들이 만들어내는 게 진실이야.                                  | 2025年6月19日 | 0.680                 |
| 10   | 我一定要槍斃大叔。代替我父親。 아저씨를 꼭 내가 총으로 쏠 거에요. 울 아빠 대신.             | 2025年6月20日 | 0.802                 |
| 11   | 我無法原諒你！ 나 당신 용서 못해!                                                           | 2025年6月23日 | 0.659                 |
| 12   | 如果萬一真的是我的女兒…… 만에 하나 정말 내 딸이면...                                        | 2025年6月24日 | 0.700                 |
| 13   | 謝謝姊這樣出現在我眼前。 언닌 니가 이렇게 눈앞에 있어줘서 고마워.                           | 2025年6月25日 | 0.682                 |
| 14   | 昨天遇見像我一樣的女人。 어젯밤에 꼭 나 같은 여자를 만났거든.                               | 2025年6月26日 | 0.718                 |
| 15   | 振作點姐姐。 정신 차려요 언니.                                                              | 2025年6月27日 | 0.666                 |
| 16   | 媽媽不想再逃避那些人。 엄마 더 이상 그 사람들한테서 도망 안쳐.                              | 2025年6月30日 | 0.733                 |
| 17   | 什麼都願意做。不管你叫我做什麼。 뭐든 할게요. 시키는 대로 다.                               | 2025年7月1日  | 0.741                 |
| 18   | 露西亞。現在在韓國過得還好嗎？ 루시아. 이제 한국에서도 잘할 수 있지?                        | 2025年7月2日  | 0.844                 |
| 19   | 活久了，這樣的日子會來嗎？ 살다 보니 이런 날이 다 오네?                                     | 2025年7月3日  | 0.794                 |
| 20   | 有這麼毒的偶然嗎？ 이렇게까지 지독한 우연이 있나?                                           | 2025年7月4日  | 0.783                 |
| 21   | 你好，我是鄭露西亞。 안녕하세요. 정루시아라고 합니다.                                       | 2025年7月7日  | 0.814                 |
| 22   | 這種事30年前也發生過一次。 이런 일이 30년 전에도 한 번 있었어.                              | 2025年7月8日  | 0.744                 |
| 23   | 曾經有過想守護的人卻守護不了嗎？ 지키고 싶은 사람을 지키지 못한 적 없나요?                  | 2025年7月9日  | 0.827                 |
| 24   | 不是非要知道所有事才能相信。 꼭 다 알아야만 믿는 건 아니니까.                               | 2025年7月10日 | 0.715                 |
| 25   | 去這裡問問的話，或許會知道些什麼。 거기 가서 물어보면 알 수도 있을 것 같은데.               | 2025年7月11日 | 0.774                 |
| 26   | 找到並解決掉。 찾아서 처리해.                                                               | 2025年7月14日 | 0.800                 |
| 27   | 乖乖等的話，就會回來對吧？ 기다리면 돌아오는 거겠죠?                                        | 2025年7月15日 | 0.784                 |
| 28   | 對我們微笑做了那些事，當然要接受懲罰。 우리 미소한테 한 짓, 벌 받아야지.                    | 2025年7月16日 | 0.971                 |
| 29   | 因為從最高處墜落，才會更加疼痛。 가장 높은 곳에서 떨어져봐야 고통이 클 테니까.              | 2025年7月17日 | 0.883                 |
| 30   | 再一次隨便對待我的人，不會輕易放過你。 한 번만 더 내 사람 함부로 대했다간 가만 안 있습니다. | 2025年7月18日 | 0.814                 |
| 31   | 好像知道金辯為何不高興。 김변이 왜 거슬려했는지 알 거 같아.                                 | 2025年7月21日 | 0.761                 |
| 32   | 微笑呀，現在媽媽準備好了。 미소야 이제 엄만 준비가 됐어.                                    | 2025年7月22日 | 0.797                 |
| 33   | 我非常清楚地記得那個女人。 난 그 여자를 아주 정확히 기억해요.                               | 2025年7月23日 | 0.822                 |
| 34   | 要記得身旁總有蘆葦田。 갈대밭은 늘 옆에 있다는 것만 기억해요.                               | 2025年7月24日 | 0.839                 |
| 35   | 是你們先開始的，結束就由我來。 시작은 당신들이 했고, 끝내는 건 내가 해.                     | 2025年7月25日 | 0.666                 |
| 36   | 不要忘了信念也伴隨著責任。 신념 뒤엔 책임도 뒤따른다는 거 잊지 말아요.                      | 2025年7月28日 | 0.756                 |
| 37   | 絕對不要拖延。 절대 밀리지 말아요.                                                          | 2025年7月29日 | 0.773                 |
| 38   | 沒有人像我這麼熱愛我們公司。 누구도 나만큼 우리 회사에 애정이 지대한 사람은 없죠.           | 2025年7月30日 | 0.780                 |
| 39   | 擺脫那女人肯定有什麼理由。 그 여자를 치워버려야 할 이유가 확실하네요.                       | 2025年7月31日 | 0.817                 |
| 40   | 意思就是不擇手段與方法。 수단과 방법을 가리지 말라는 소리예요.                              | 2025年8月1日  | 0.701                 |
| 41   | 為了失誤，給予機會。 실수를 하게 하려고 기회를 주자는 거예요.                               | 2025年8月4日  | 0.810                 |
| 42   | 為什麼偏偏又是那女人。 하필이면 왜 또 그 여자인지.                                          | 2025年8月5日  | 0.821                 |
| 43   | 活下去。一定要活下去。就算頭破血流也要活下去。 살아. 꼭 살아. 피투성이가 되더라도 살아.     | 2025年8月6日  | 0.735                 |
| 44   | 那一方分明還有其他計畫。 그쪽에도 분명히 다른 계획이 있을 겁니다.                           | 2025年8月7日  | 0.710                 |
| 45   | 從一開始就很好奇。 처음부터 궁금했어요.                                                     | 2025年8月8日  | 0.808                 |
| 46   | 絕對要引發事故。 제대로 사고치게 응원해줘야겠네.                                            | 2025年8月11日 | 0.841                 |
| 47   | 團隊說不定會消失。 팀이 없어질지도 모르겠네요.                                              | 2025年8月12日 | 0.766                 |
| 48   | 不該走顯而易見的路嗎。 뻔히 보이는 길은 가는 게 아니에요.                                   | 2025年8月13日 | 0.799                 |
| 49   | 非常。長久以來期待的事。 아주 많이. 오랜 시간 기다렸던 일이에요.                            | 2025年8月14日 | 0.755                 |
| 50   | 惡緣的從何開始。 악연의 시작이 어딘지.                                                      | 2025年8月15日 | 0.778                 |
| 51   | 無法忘記，也不能忘記。 잊을 수가 없죠. 잊혀져서도 안 되고.                                  | 2025年8月18日 | 待定                  |
| 52   | 你竟敢威脅我？ 니가 감히 날 협박해?                                                         | 2025年8月19日 | 0.812                 |
| 53   | 難道那位子是會長坐的？ 설마 그 자리에서 회장님을?                                           | 2025年8月20日 | 0.787                 |
| 54   | 真的想要擺脫那女人嗎？ 정말 그 여자를 치워버리길 원하세요?                                  | 2025年8月21日 | 待定                  |
| 55   | 待公佈                                                                                      | 2025年8月22日 | 待定                  |

## 收視率
《吞噬太陽的女子》於2025年6月9日在韓國地上波MBC開播，首集僅取得3.8%的收視率。第2集收視下跌至3.3%，第28集則創下自身最高收視5.4%。與同期播映的日日劇相比，本劇收視低於同屬地上波的KBS 1TV日日劇《抓住大運》以及KBS 2TV日日劇《女王之家》。
| 集數 | 集數        | 每季集數 | 每季集數 | 每季集數 | 每季集數 | 每季集數 | 每季集數 | 每季集數 | 每季集數 | 每季集數 | 每季集數 |
| 集數 | 集數        | 1        | 2        | 3        | 4        | 5        | 6        | 7        | 8        | 9        | 10       |
| ---- | ----------- | -------- | -------- | -------- | -------- | -------- | -------- | -------- | -------- | -------- | -------- |
|      | 第1-10集    | 640      | 543      | 586      | 649      | 643      | 773      | 704      | 558      | 680      | 802      |
|      | 第11-20集   | 659      | 700      | 682      | 718      | 666      | 733      | 741      | 844      | 794      | 783      |
|      | 第21-30集   | 814      | 744      | 827      | 715      | 774      | 800      | 784      | 971      | 883      | 814      |
|      | 第31-40集   | 761      | 797      | 822      | 839      | 666      | 756      | 773      | 780      | 817      | 701      |
|      | 第41-50集   | 810      | 821      | 735      | 710      | 808      | 841      | 766      | 799      | 755      | 778      |
|      | 第51-60集   | 待定     | 812      | 787      | 待定     | 待定     | 待定     | 待定     | 待定     | 待定     | 待定     |
|      | 第61-70集   | 待定     | 待定     | 待定     | 待定     | 待定     | 待定     | 待定     | 待定     | 待定     | 待定     |
|      | 第71-80集   | 待定     | 待定     | 待定     | 待定     | 待定     | 待定     | 待定     | 待定     | 待定     | 待定     |
|      | 第81-90集   | 待定     | 待定     | 待定     | 待定     | 待定     | 待定     | 待定     | 待定     | 待定     | 待定     |
|      | 第91-100集  | 待定     | 待定     | 待定     | 待定     | 待定     | 待定     | 待定     | 待定     | 待定     | 待定     |
|      | 第101-110集 | 待定     | 待定     | 待定     | 待定     | 待定     | 待定     | 待定     | 待定     | 待定     | 待定     |
|      | 第111-120集 | 待定     | 待定     | 待定     | 待定     | 待定     | 待定     | 待定     | 待定     | 待定     | 待定     |

| 集數 | 標題                                           | 播出日期      | 尼爾森全國收視率 | 尼爾森全國收視率 | 尼爾森首都圈收視率 | 尼爾森首都圈收視率 |
| 集數 | 標題                                           | 播出日期      | 家庭戶比例       | 人數（百萬）     | 家庭戶比例         | 人數（百萬）       |
| ---- | ---------------------------------------------- | ------------- | ---------------- | ---------------- | ------------------ | ------------------ |
| 1    | 我愛你，你愛我，只有你～♥                      | 2025年6月9日  | 3.8%             | 0.640            | 3.5%               | 0.405              |
| 2    | 你要找誰？                                     | 2025年6月10日 | 3.3%             | 0.543            | 2.9%               | 0.316              |
| 3    | 我媽媽說過不要跟你一般見識！！                 | 2025年6月11日 | 3.5%             | 0.586            | 3.1%               | 0.353              |
| 4    | 微笑呀快醒醒，快點醒醒！！！                   | 2025年6月12日 | 3.6%             | 0.649            | 3.4%               | 0.421              |
| 5    | 等著瞧，我一定會找到真相！！                   | 2025年6月13日 | 3.8%             | 0.643            | 3.4%               | 0.378              |
| 6    | 是閔江流通對吧？                               | 2025年6月16日 | 4.3%             | 0.773            | 3.8%               | 0.442              |
| 7    | 現在媽媽會找到他並懲罰他。                     | 2025年6月17日 | 3.8%             | 0.704            | 3.5%               | 0.423              |
| 8    | 要利用媒體嗎？                                 | 2025年6月18日 | 3.5%             | 0.558            | 3.0%               | 0.325              |
| 9    | 那些人編造的都是事實。                         | 2025年6月19日 | 3.8%             | 0.680            | 3.5%               | 0.423              |
| 10   | 我一定要槍斃大叔。代替我父親。                 | 2025年6月20日 | 4.7%             | 0.802            | 4.3%               | 0.468              |
| 11   | 我無法原諒你！                                 | 2025年6月23日 | 3.6%             | 0.659            | 3.7%               | 0.421              |
| 12   | 如果萬一真的是我的女兒……                       | 2025年6月24日 | 4.2%             | 0.700            | 3.6%               | 0.411              |
| 13   | 謝謝姊這樣出現在我眼前。                       | 2025年6月25日 | 3.9%             | 0.682            | 3.6%               | 0.404              |
| 14   | 昨天遇見像我一樣的女人。                       | 2025年6月26日 | 3.7%             | 0.718            | 3.7%               | 0.471              |
| 15   | 振作點姐姐。                                   | 2025年6月27日 | 3.9%             | 0.666            | 3.6%               | 0.384              |
| 16   | 媽媽不想再逃避那些人。                         | 2025年6月30日 | 4.2%             | 0.733            | 4.1%               | 0.475              |
| 17   | 什麼都願意做。不管你叫我做什麼。               | 2025年7月1日  | 4.3%             | 0.741            | 4.0%               | 0.446              |
| 18   | 露西亞。現在在韓國過得還好嗎？                 | 2025年7月2日  | 4.9%             | 0.844            | 4.6%               | 0.518              |
| 19   | 活久了，這樣的日子會來嗎？                     | 2025年7月3日  | 4.4%             | 0.794            | 4.2%               | 0.487              |
| 20   | 有這麼毒的偶然嗎？                             | 2025年7月4日  | 4.5%             | 0.783            | 4.2%               | 0.467              |
| 21   | 你好，我是鄭露西亞。                           | 2025年7月7日  | 4.5%             | 0.814            | 4.7%               | 0.531              |
| 22   | 這種事30年前也發生過一次。                     | 2025年7月8日  | 4.3%             | 0.744            | 3.8%               | 0.464              |
| 23   | 曾經有過想守護的人卻守護不了嗎？               | 2025年7月9日  | 4.7%             | 0.827            | 4.4%               | 0.505              |
| 24   | 不是非要知道所有事才能相信。                   | 2025年7月10日 | 4.2%             | 0.715            | 4.1%               | 0.471              |
| 25   | 去這裡問問的話，或許會知道些什麼。             | 2025年7月11日 | 4.4%             | 0.774            | 4.5%               | 0.533              |
| 26   | 找到並解決掉。                                 | 2025年7月14日 | 4.5%             | 0.800            | 4.3%               | 0.511              |
| 27   | 乖乖等的話，就會回來對吧？                     | 2025年7月15日 | 4.7%             | 0.784            | 4.3%               | 0.457              |
| 28   | 對我們微笑做了那些事，當然要接受懲罰。         | 2025年7月16日 | 5.4%             | 0.971            | 5.2%               | 0.603              |
| 29   | 因為從最高處墜落，才會更加疼痛。               | 2025年7月17日 | 5.4%             | 0.883            | 5.4%               | 0.579              |
| 30   | 再一次隨便對待我的人，不會輕易放過你。         | 2025年7月18日 | 4.6%             | 0.814            | 4.2%               | 0.504              |
| 31   | 好像知道金辯為何不高興。                       | 2025年7月21日 | 4.7%             | 0.761            | 4.7%               | 0.491              |
| 32   | 微笑呀，現在媽媽準備好了。                     | 2025年7月22日 | 4.7%             | 0.797            | 4.4%               | 0.499              |
| 33   | 我非常清楚地記得那個女人。                     | 2025年7月23日 | 4.6%             | 0.822            | 4.3%               | 0.502              |
| 34   | 要記得身旁總有蘆葦田。                         | 2025年7月24日 | 4.7%             | 0.839            | 4.5%               | 0.533              |
| 35   | 是你們先開始的，結束就由我來。                 | 2025年7月25日 | 3.9%             | 0.666            | 3.9%               | 0.425              |
| 36   | 不要忘了信念也伴隨著責任。                     | 2025年7月28日 | 4.3%             | 0.756            | 4.5%               | 0.503              |
| 37   | 絕對不要拖延。                                 | 2025年7月29日 | 4.4%             | 0.773            | 3.9%               | 0.447              |
| 38   | 沒有人像我這麼熱愛我們公司。                   | 2025年7月30日 | 4.5%             | 0.780            | 4.5%               | 0.530              |
| 39   | 擺脫那女人肯定有什麼理由。                     | 2025年7月31日 | 4.9%             | 0.817            | 5.0%               | 0.525              |
| 40   | 意思就是不擇手段與方法。                       | 2025年8月1日  | 4.1%             | 0.701            | 4.2%               | 0.470              |
| 41   | 為了失誤，給予機會。                           | 2025年8月4日  | 4.7%             | 0.810            | 4.6%               | 0.526              |
| 42   | 為什麼偏偏又是那女人。                         | 2025年8月5日  | 4.7%             | 0.821            | 4.8%               | 0.516              |
| 43   | 活下去。一定要活下去。就算頭破血流也要活下去。 | 2025年8月6日  | 4.3%             | 0.735            | 4.2%               | 0.464              |
| 44   | 那一方分明還有其他計畫。                       | 2025年8月7日  | 4.3%             | 0.710            | 4.2%               | 0.454              |
| 45   | 從一開始就很好奇。                             | 2025年8月8日  | 4.7%             | 0.808            | 4.8%               | 0.524              |
| 46   | 絕對要引發事故。                               | 2025年8月11日 | 4.7%             | 0.841            | 4.1%               | 0.487              |
| 47   | 團隊說不定會消失。                             | 2025年8月12日 | 4.6%             | 0.766            | 4.1%               | 0.461              |
| 48   | 不該走顯而易見的路嗎。                         | 2025年8月13日 | 4.9%             | 0.799            | 4.7%               | 0.508              |
| 49   | 非常。長久以來期待的事。                       | 2025年8月14日 | 4.7%             | 0.755            | 4.7%               | 0.488              |
| 50   | 惡緣的從何開始。                               | 2025年8月15日 | 4.3%             | 0.778            | 4.2%               | 0.460              |
| 51   | 無法忘記，也不能忘記。                         | 2025年8月18日 | 4.8%             | 待定             | 待定               | 待定               |
| 52   | 你竟敢威脅我？                                 | 2025年8月19日 | 4.7%             | 0.812            | 4.3%               | 0.462              |
| 53   | 難道那位子是會長坐的？                         | 2025年8月20日 | 4.7%             | 0.787            | 4.2%               | 0.469              |
| 54   | 真的想要擺脫那女人嗎？                         | 2025年8月21日 | 待定             | 待定             | 待定               | 待定               |
| 55   | 待公佈                                         | 2025年8月22日 | 待定             | 待定             | 待定               | 待定               |
| 特輯 |                                                |               |                  |                  |                    |                    |
| 1    | 搶先看                                         | 2025年6月5日  | 2.9%             | —                | —                  | —                  |

## 外部連結
- 官方网站 
- Daum上《吞噬太陽的女子》的資料

| MBC 日日劇                                 | MBC 日日劇                       | MBC 日日劇 |
| ------------------------------------------ | -------------------------------- | ---------- |
|                                            | 吞噬太陽的女子 （2025年6月9日—） |            |
| 親切的善珠 （2024年11月18日—2025年6月2日） | —                                |            |

| 新加坡、 马来西亚、 印度尼西亞 ONE 週末 19:00 - 20:30（UTC+8；2集連播） | 新加坡、 马来西亚、 印度尼西亞 ONE 週末 19:00 - 20:30（UTC+8；2集連播） | 新加坡、 马来西亚、 印度尼西亞 ONE 週末 19:00 - 20:30（UTC+8；2集連播） |
| ----------------------------------------------------------------------- | ----------------------------------------------------------------------- | ----------------------------------------------------------------------- |
|                                                                         | 吞噬太陽的女子 （2025年8月2日—）                                        |                                                                         |
| 親切的善珠 （2024年12月22日—2025年7月27日）                             | —                                                                       |                                                                         |